# École supérieure d'électricité
L'École Supérieure d'Electricité, també anomenada Supelec, és una Grande école d'enginyeria de França fundada el 1894. Està situada a Gif-sur-Yvette, Metz, Rennes, França. És un establiment públic d'ensenyament superior i recerca tècnica on es pot aconseguir el diploma d'enginyer de Supelec (Màster Ingénieur Supelec), el diploma Màster recerca i de doctorat, Mastère spécialisé i MOOC.
L'ingrés a Supelec s'efectua per concurs Centrale-Supélec (estudiants francesos), xarxa (Top Industrial Managers for Europe) o programa europeu ERASMUS (estudiants Europe). La majoria dels estudiants francesos són admesos després de dos o tres anys de classes preparatòries. Aquests dos anys equivalen als dos primers anys d'estudis universitaris, en els quals s'estudia a fons sobretot Matemàtiques i Física. Un nombre important d'estudiants prové d'universitats internacionals de la xarxa TIME (Top Industrial Managers for Europe).

## Graduats famosos
- Anatole Abragam, físic francès[3]
- Pierre Schaeffer, enginyer, investigador, teòric, compositor i escriptor francès, creador de la música concreta i la música electroacústica[4]
- Joachim Sudria, enginyer i professor francès, fundador i primer director de la prestigiosa École Spéciale de Mécanique et d'Electricité (1905)[5]
- Pauline Oliveros, compositora nord-americana especialista en l'experimentació electroacústica.